# Bokaro (Distrikt)
Bokaro (Hindi बोकारो जिला) ist ein Distrikt im indischen Bundesstaat Jharkhand.
Der Distrikt Bokaro liegt auf der Chota-Nagpur-Hochfläche östlich von Ranchi an der Grenze zum benachbarten Bundesstaat Westbengalen.
Der Distrikt entstand im Jahr 1991. Eine Sub-Division bestehend aus zwei Blöcken vom Distrikt Dhanbad sowie sechs Blöcke vom Distrikt Giridih wurden zum neu gegründeten Distrikt zusammengefasst.
Verwaltungssitz ist Bokaro Steel City. Der Distrikt ist zurzeit Teil des so genannten Roten Korridors (Red Corridor), der vom Naxalitenaufstand betroffen ist.
Der Distrikt Bokaro erstreckt sich über 2883 km².

## Einwohner
Bokaro hatte beim Zensus 2011 etwa 2 Millionen Einwohner. Das Geschlechterverhältnis lag bei 922 Frauen auf 1000 Männer. Die Alphabetisierungsrate betrug 72,01 % (82,51 % bei Männern, 60,63 % bei Frauen).
79,35 % der Bevölkerung sind Anhänger des Hinduismus, 11,71 % sind Muslime.

### Bevölkerungsentwicklung
In den ersten Jahrzehnten des 20. Jahrhunderts wuchs die Bevölkerung langsam. Grund hierfür waren Seuchen, Krankheiten und Hungersnöte. Seit der Unabhängigkeit Indiens hat sich die Bevölkerungszunahme beschleunigt. Sie betrug in den Jahren zwischen 2001 und 2011 16,01 % oder rund 285.000 Menschen. Die Entwicklung verdeutlichen folgende Tabellen:
| Jahr      | 1901    | 1911    | 1921    | 1931    | 1941    | 1951    | 1961    | 1971    | 1981      | 1991      |
| Einwohner | 243.649 | 283.125 | 293.454 | 345.504 | 396.143 | 454.060 | 554.613 | 762.675 | 1.097.130 | 1.454.416 |

### Bedeutende Orte
Im Distrikt gibt es insgesamt laut der Volkszählung 2011 27 Orte, die als Städte (towns und census towns) gelten. Darunter sind mit Chas und Phusro nur zwei Orte mit Stadtstatus. Der Hauptort Bokaro Steel City mit 414.820 Einwohnern hat dagegen keinen Stadtstatus. Folgende Orte haben nebst Bokaro Steel City über 25.000 Einwohner:
Weitere Städte mit mehr als 10.000 Einwohnern sind Dugda (22.740 Einwohner), Tenu Dam-Cum-Kathara (22.080 Einwohner), Bermo (17.401 Einwohner), Saram (15.212 Einwohner), Telo (14.274 Einwohner), Bandh Dih (13.192 Einwohner) und Hasir (11.195 Einwohner).

### Altersstruktur
Wie überall in Indien ist die Bevölkerung jung. Mehr als 43 % der Einwohnerschaft ist jünger als 20 Jahre. Personen mit einem Alter von 60 Jahren und mehr sind mit 136.252 Personen oder 6,61 % der Bevölkerung im Gegensatz zu den westlichen Industrieländern weit unterdurchschnittlich vertreten.
Bei der letzten Volkszählung im Jahr 2011 ergab sich folgende Altersstruktur:
| Alter  | 0–9 Jahre | 10–19 Jahre | 20–29 Jahre | 30–39 Jahre | 40–49 Jahre | 50–59 Jahre | 60–69 Jahre | 70–79 Jahre | 80–89 Jahre | 90–99 Jahre | 100 Jahre+ | Alter unbekannt |
| Anzahl | 430.115   | 465.113     | 366.010     | 297.078     | 213.297     | 145.863     | 97.776      | 29.414      | 7045        | 1640        | 377        | 8602            |
| Anteil | 20,85 %   | 22,55 %     | 17,75 %     | 14,40 %     | 10,34 %     | 7,07 %      | 4,74 %      | 1,42 %      | 0,34 %      | 0,08 %      | 0,02 %     | 0,42 %          |

### Bevölkerung des Distrikts nach Geschlecht
Der Distrikt zählte nur im Jahr 1901 mehr weibliche als männliche Personen. Seit 1911 hatte der Distrikt – für Indien üblich – stets mehr männliche als weibliche Einwohner. Doch bis heute ist der Männerüberhang selbst für indische Verhältnisse überdurchschnittlich hoch. Bei den jüngsten Bewohnern (293.786 Personen unter 7 Jahren) liegen die Anteile bei 152.803 Personen männlichen (52,01 Prozent) zu 140.983 Personen (47,99 Prozent) weiblichen Geschlechts. Dieses Verhältnis entspricht dem Verhältnis der gesamten Einwohnerschaft.
| Verteilung der Bevölkerung nach Geschlecht im Distrikt Bokaro |                   |                   |                   |                   |                   |                   |                   |                   |                   |                   |                   |                   |
|                                                               | Volkszählung 1901 | Volkszählung 1901 | Volkszählung 1951 | Volkszählung 1951 | Volkszählung 1981 | Volkszählung 1981 | Volkszählung 1991 | Volkszählung 1991 | Volkszählung 2001 | Volkszählung 2001 | Volkszählung 2011 | Volkszählung 2011 |
| Anzahl                                                        | Anteil            | Anzahl            | Anteil            | Anzahl            | Anteil            | Anzahl            | Anteil            | Anzahl            | Anteil            | Anzahl            | Anteil            |                   |
| GESAMT                                                        | 243.649           | 100 %             | 454.060           | 100 %             | 1.097.130         | 100 %             | 1.454.416         | 100 %             | 1.777.662         | 100 %             | 2.062.330         | 100 %             |
| Männer                                                        | 120.024           | 49,26 %           | 233.520           | 51,43 %           | 587.517           | 53,54             | 779.982           | 53,63 %           | 938.436           | 52,79 %           | 1.072.807         | 52,02 %           |
| Frauen                                                        | 123.625           | 50,74 %           | 220.540           | 48,57 %           | 509.613           | 46,46             | 674.434           | 46,37 %           | 839.226           | 47,21 %           | 989.523           | 47,98 %           |

### Volksgruppen
In Indien teilt man die Bevölkerung in die drei Kategorien general population, scheduled castes und scheduled tribes ein. Die scheduled castes (anerkannte Kasten) mit (2011) 299.227 Menschen (14,51 Prozent der Bevölkerung) werden heutzutage Dalit genannt (früher auch abschätzig Unberührbare genannt). Die scheduled tribes sind die anerkannten Stammesgemeinschaften mit (2011) 255.626 Menschen (12,40 Prozent der Bevölkerung), die sich selber als Adivasi bezeichnen. Zu ihnen gehören in Jharkhand 32 Volksgruppen. Mehr als 5000 Angehörige zählen die Santal (179.241 Personen oder 8,69 % der Distriktsbevölkerung), Munda (18.231 Personen oder 0,88 % der Bevölkerung), Oraon (11.299 Personen oder 0,55 % der Bevölkerung), Karmali (10.808 Personen oder 0,52 % der Bevölkerung), Mahli (8265 Personen oder 0,40 % der Bevölkerung) und die Kora (8238 Personen oder 0,40 % der Bevölkerung).

### Bevölkerung des Distrikts nach Sprachen
Die Bevölkerung des Distrikts Bokaro ist sprachlich zersplittert. Es sprechen zwar 1.463.378 Personen (70,96 % der Bevölkerung) Hindi-Sprachen und -Dialekte. Doch gibt es mit Santali und Bengali zwei bedeutende Minderheiten mit Anteilen von jeweils mehr als zehn Prozent. Mit Urdu und Maithili gibt es zwei weitere Sprachen, die die Muttersprache von Zehntausenden Menschen sind. Unter den Hindi-Sprachen und -Dialekten dominiert Khortta gegenüber Alltagshindi und Magadhi.
Khortta dominiert in den beiden Blocks Kasmar (78,52 %) und Nawadih (84,61 %), Alltagshindi hat ihre Hochburg im Block Bermo (37,17 %) und Magadhi hat den höchsten Anteil im Block Bermo (8,04 %). Die Hochburgen von Bengali sind die Blocks Chandankiyari (91.843 Personen oder 39,89 %) und Chas (11,85 %). Das von einem Teil der Muslime gesprochene Urdu hat mit 5,72 % den höchsten Anteil im Block Chas. Maithili erreicht im Block Chas den Spitzenwert von 2,18 % der dortigen Bevölkerung. All diese Sprachen gehören zu den indoiranischen Sprachen.
Die Munda-Sprachen Santali und Karmali gehören dagegen zur austroasiatischen Sprachfamilie. Im Block Jaridih erreicht Santali einen Anteil von 25,88 % (27.188 Muttersprachler) und im Block Gumia 14,22 % (32.885 Muttersprachler). Bedeutende Gruppen von Personen mit Santali als Muttersprache gibt es zudem in den Blocks Chas (38.600 Personen oder 4,75 % der Bevölkerung) und Chandankiyari (10.209 Personen oder 4,37 % der Bevölkerung). Karmali hat seine Hochburg im Block Chandankiyari mit 11,91 % (27.414 Muttersprachler). Zahlenmäßig von Bedeutung ist Karmali zudem im Block Chas mit 25.869 Muttersprachlern (3,18 % Anteil).
Die weitverbreitetsten Sprachen zeigt die folgende Tabelle:
| Jahr                                   | Khortta | Khortta | Hindi   | Hindi | Bengali | Bengali | Santali | Santali | Urdu   | Urdu | Magadhi | Magadhi | Karmali | Karmali | Maithili | Maithili | Gesamt    | Gesamt   |
| Jahr                                   | Zahl    | %       | Zahl    | %     | Zahl    | %       | Zahl    | %       | Zahl   | %    | Zahl    | %       | Zahl    | %       | Zahl     | %        | Zahl      | %        |
| -------------------------------------- | ------- | ------- | ------- | ----- | ------- | ------- | ------- | ------- | ------ | ---- | ------- | ------- | ------- | ------- | -------- | -------- | --------- | -------- |
| 2011                                   | 953.493 | 46,23   | 280.679 | 13,61 | 219.982 | 10,67   | 178.757 | 8,67    | 84.348 | 4,09 | 83.323  | 4,04    | 56.086  | 2,72    | 23.497   | 1,14     | 2.062.330 | 100,00 % |
| Quelle: Ergebnis der Volkszählung 2011 |         |         |         |       |         |         |         |         |        |      |         |         |         |         |          |          |           |          |

### Bevölkerung des Distrikts nach Bekenntnissen
Die Mehrzahl der Bewohner des Distrikts sind Anhänger des Hinduismus. Doch gibt es starke Minderheiten von Muslimen und von Anhängern der Rubrik Andere Religionen. Letztere sind fast allesamt Anhänger von traditionellen Religionen unter den Adivasi. In den Blocks Chandankiyari (23.366 Personen oder 10,15 % der Bevölkerung), Gumia (28.004 Personen oder 12,11 % der Bevölkerung), Jaridih (19.439 Personen oder 18,52 % der Bevölkerung) und Peterwar (24.544 Personen oder 18,57 % der Bevölkerung) haben die Naturreligionen einen Anteil von über zehn Prozent. Zudem erreichen die Muslime in den Blocks Bermo (24.381 Personen oder 12,85 der Bevölkerung), Chas (97.589 Personen oder 12,00 der Bevölkerung), Gumia (31.560 Personen oder 13,65 der Bevölkerung), Kasmar (10.697 Personen oder 11,89 der Bevölkerung) und Nawadih (22.595 Personen oder 16,32 der Bevölkerung) Anteile von mehr als zehn Prozent. Alle anderen Religionen erreichen nirgends die Marke von 1 % oder mehr. Die genaue religiöse Zusammensetzung der Bevölkerung zeigt folgende Tabelle:
| Jahr                                   | Buddhisten | Buddhisten | Christen | Christen | Hindus    | Hindus | Jainas | Jainas | Muslime | Muslime | Sikhs | Sikhs | Andere Religionen | Andere Religionen | keine Angaben | keine Angaben | Gesamt    | Gesamt   |
| Jahr                                   | Zahl       | %          | Zahl     | %        | Zahl      | %      | Zahl   | %      | Zahl    | %       | Zahl  | %     | Zahl              | %                 | Zahl          | %             | Zahl      | %        |
| -------------------------------------- | ---------- | ---------- | -------- | -------- | --------- | ------ | ------ | ------ | ------- | ------- | ----- | ----- | ----------------- | ----------------- | ------------- | ------------- | --------- | -------- |
| 2011                                   | 1890       | 0,09       | 13.730   | 0,67     | 1.636.460 | 79,35  | 2045   | 0,10   | 241.451 | 11,71   | 4174  | 0,20  | 160.524           | 7,78              | 2056          | 0,10          | 2.062.330 | 100,00 % |
| Quelle: Ergebnis der Volkszählung 2011 |            |            |          |          |           |        |        |        |         |         |       |       |                   |                   |               |               |           |          |

## Bildung
Dank bedeutender Anstrengungen steigt die Alphabetisierung. Sie ist dennoch noch weit weg vom Ziel der kompletten Alphabetisierung. Typisch für indische Verhältnisse sind die starken Unterschiede zwischen Stadt und Land sowie den Geschlechtern. Acht von neun Männern in den Städten können lesen und schreiben – aber weniger als die Hälfte der Frauen auf dem Land. Seit der Gründung des Bundesstaats Jharkhand hat sich die Einschulungsrate deutlich erhöht. Mittlerweile gehen laut Angaben des Bundesstaats Jharkhand rund 95 % der Kinder im entsprechenden Alter in die Grundschule. Dies hat zu einem deutlichen Anstieg der Alphabetisierung zwischen 2001 und 2011 geführt.
| Alphabetisierung im Distrikt Bokaro                 |                   |                   |                   |                   |
| Einheit                                             | Volkszählung 2001 | Volkszählung 2001 | Volkszählung 2011 | Volkszählung 2011 |
| Einheit                                             | Anzahl            | Anteil            | Anzahl            | Anteil            |
| GESAMT                                              | 923.150           | 62,10 %           | 1.273.520         | 72,01 %           |
| Männer                                              | 680.048           | 76,04 %           | 759.088           | 82,51 %           |
| Frauen                                              | 323.102           | 46,33 %           | 514.432           | 60,63 %           |
| STADT GESAMT                                        | 544.933           | 78,57 %           | 696.342           | 81,01 %           |
| Stadt-Männer                                        | 331.104           | 88,12 %           | 401.725           | 88,81 %           |
| Stadt-Frauen                                        | 213.829           | 67,28 %           | 294.617           | 72,35 %           |
| LAND GESAMT                                         | 378.217           | 47,70 %           | 577.178           | 63,50 %           |
| Land-Männer                                         | 268.944           | 65,06 %           | 357.363           | 76,41 %           |
| Land-Frauen                                         | 109.273           | 28,79 %           | 219.815           | 49,81 %           |
| Quelle: Ergebnisse der Volkszählungen 2001 und 2011 |                   |                   |                   |                   |

## Wirtschaft
Der Distrikt Bokaro gilt als eines der industrialisiertesten Gebiete Indiens.
Wichtige Unternehmen in Bokaro sind: Steel Authority of India, Bharat Refractories Ltd, Hindustan Steelworks Construction Ltd und Damodar Valley Corporation sowie Niederlassungen von Coal India Ltd, Electrosteel Castings Ltd, Bokaro Power Supply Company Pvt. Ltd (BPSCL), Indian Explosive Ltd und Jaypee Group, Oil and Natural Gas Corporation.

## Verwaltungsgliederung
Bokaro ist in zwei Sub-Divisionen und 9 Blöcke gegliedert:
| Block         | Sub-Division | nächstgelegener Bahnhof | Fläche in km² | Einwohner 2011 |
| ------------- | ------------ | ----------------------- | ------------- | -------------- |
| Chas          | Chas         | Bokaro Steel City       | 537,6         | 813.402        |
| Chandankiyari | Chas         | Bhojudih                | 370,7         | 230.238        |
| Jaridih       | Bermo        | Topkadih                | 207,5         | 104.988        |
| Kasmar        | Bermo        | Topkadih                | 195,3         | 89.974         |
| Peterwar      | Bermo        | Gola Road               | 305,8         | 132.150        |
| Gomia         | Bermo        | Gomia                   | 630,6         | 231.185        |
| Bermo         | Bermo        | Bermo                   | 165,7         | 189.777        |
| Nawadih       | Bermo        | Gomia                   | 371,8         | 138.454        |
| Chandrapura   | Bermo        | Chandrapura             | 98            | 132.162        |